# وردان بن مجالد
وردان بن مجالد بن علفة بن الفريش التيمي من تيم الأرباب من أهل الكوفة. أحد المشاركين في قتل أمير المؤمنين علي بن أبي طالب. كان أبوه «مجالد» وعمه «هلال بن علفة» من الخارجين على علي، وقتلهما معقل بن قيس الرياحي في ماسبذان سنة 38هـ، ولما دخل عبد الرحمن بن ملجم الكوفة لاغتيال أمير المؤمنين، استعان بوردان بن مجالد وبرجل من بني أشجع اسمه شبيب بن بجرة، فدخلوا المسجد وجلسوا مقابل السدة التي يخرج منها علي للصلاة. وقتل علي، وأُخذ ابن ملجم فقُتل وحُرق بالنار، وفر ابن بجرة فنجى، وهرب وردان إلى منزله فلقيه عبد الله بن نجبة بن عبيد الكاهلي من بني تيم بن مناة، فضربه بالسيف حتى قتلة غضباً لعلي، وكان ذلك عام 40هـ - 661م.